# Космос-8
Космос-8 је један од преко 2400 совјетских вјештачких сателита лансираних у оквиру програма Космос.
Космос-8 је лансиран са космодрома Капустин Јар, СССР, 18. августа 1962. Ракета-носач Р-12 Двина (8К63, НАТО ознака SS-4 Sandal) са додатим степеном је поставила сателит у орбиту око планете Земље. Маса сателита при лансирању је износила 337 килограма. Космос-8 је био сателит намијењен за војно и научно истраживање.

## Кориштени подаци
- НАСА подаци о сателиту